# Смерть от смерти
Смерть от смерти (фр. Je me tue à le dire) — бельгийско-французский комедийный фильм, снятый Ксавье Серон. Мировая премьера ленты состоялась 3 января 2016 года в Палм-Спрингском международном кинофестивале. Фильм рассказывает о ипохондрические взаимоотношения человека с его матерью.

## Сюжет
Главный герой Мишель Шина (Жан-Жак Розен) — сорокалетний, но он все ещё маленький мальчик, который привязан к своей матери. Мать героя больна раком груди и доживает свои последние дни. После её смерти жизнь Мишеля кардинально меняется, он сам диагностирует у себя «рак груди», перенимая все симптомы матери.

## В ролях
- Жан-Жак Розен — Мишель Шина
- Мириам Бойе
- Фанни Турон

## Награды
«Смерть от смерти» был номинирован на бельгийскую национальную кинопремию «Магритт» в семи категориях, в том числе за лучший фильм, и одержал победу в двух из них.